# تور جهانی بلاکاس

تور جهانی بلاکاس (به انگلیسی: Blokus World Tour) یک بازی کامپیوتری است که بر اساس بازی بلاکاس، با همکاری کمپانی سکویا با شرکت فانکیترون ساخته شده‌است.